# El carrer entra a casa
El carrer entra a casa (La Strada Entra Nella Casa) és una pintura a l'oli de l'artista italià Umberto Boccioni. Pintada en estil futurista, l'obra mostra una dona en un balcó d'un carrer molt transitat, amb els sons de l'activitat a sota representats amb una barreja de formes i colors. L'obra es va exposar per primer cop el 1912 a París en una exposició futurista. Actualment, es troba al Museu Sprengel a Hannover.

## Context
Boccioni era un dels membres fundadors del moviment futurista. Fins al 1910, el grup es va concentrar principalment a capturar "l'emoció i els diversos estats d'ànim" fent servir tècniques derivades de l'estil neoimpressionista (per exemple, El gat negre o La ballarina obsessiva de Gino Severini). Després de conèixer de segona mà les innovacions de Pablo Picasso i Georges Braque, Boccioni i els seus compatriotes van adaptar la seva tècnica per assemblar-s'hi, incorporant línies angulars i plans intersecants com a manera de capturar els diversos punts de vista en una imatge de dues dimensions. Mentre això s'esdevenia, també hi havia un canvi en què volia capturar el grup. Van començar a centrar-se especialment en el físic i exterior més que en l'emocional i interior.
El 1910, Boccioni va començar una sèrie d'obres basades en l'urbanisme modern. La primera, La ciutat s'aixeca, descrivia la construcció d'una nova ciutat i les vistes i sons dels ciutadans i cavalls treballant-hi. Boccioni la descrivia com una "gran síntesi de treball, llum i moviment." Les seves obres posteriors, com Les forces del carrer, El carrer entra a casa, Simultaneïtat de visió,  Els pavimentadors i Un estudi d'una dona entre edificis, eren elaboracions de la mateixa temàtica.

## Composició i interpretació
La figura central de l'obra és una dona vestida de blau i blanc, vista de dalt i del darrere. Des del seu balcó, mira el carrer transitat, una barreja de colors, línies i angles. Al carrer de davant seu hi ha treballadors alçant pals per formar les parets d'un nou edifici, envoltats de maons. A cada costat d'aquesta construcció, cases blaves i blanques s'inclinen cap al carrer. Dos dels balcons són ocupats per altres figures observant la zona. Una fila de cavalls passa en primer terme.
La identitat de la dona a El carrer entra a casa és subjecte de debat. Mentre que alguns experts postulen que era un personatge completament fictici, Boccioni havia contractat dones de la seva família com a models. Això ha portat altres a concloure que la figura és la mare de Boccioni, i fan servir la representació a El carrer entra a casa com a prova del canvi d'opinió de Boccioni sobre les dones en general i les mares en particular.
La pintura mostra l'evolució de Boccioni des d'un estil neoimpressionista a un de més alineat amb els ideals del cubisme, i la descripció de catàleg de la peça demostra la seva fascinació creixent per la terminologia científica. Inclou frases com "els principis dels rajos Roentgen s'apliquen a l'obra, permetent als personatges ser estudiats des de totes les bandes, objectes tant al davant com al darrere són a la memòria del pintor." Boccioni experimenta amb tècniques cubistes com a mètode per mantenir els elements en primer pla i al fons "entrar per la finestra alhora". També inclou referències a obres seves anteriors; per exemple, el joc visual del cavall a la natja de la dona es pot comparar amb una cita del seu manifest anterior: "com de sovint hem vist a la natja de la persona amb qui parlem el cavall que passa al final del carrer."

## Origen
Boccioni va acabar El carrer entra a casa després de retornar de París el novembre de 1911. La seva primera exposició pública va ser a la galeria Bernheim-Jeune de París en marc de la primera exposició futurista. Incloïa obres de Boccioni, Carrà i Severini, entre d'altres. Va romandre a Bernheim-Jeune entre el 5 i el 24 de febrer de 1912, fins que fou traslladada a la Galeria Sturm de Herwarth Walden a Berlín, i finalment a la Galeria Sackville a Londres. La pintura, juntament amb altres, fou comprada per Albert Borchardt el 1913, i més endavant la va donar al Museu Sprengel a Hannover. Actualment segueix en exposició allà.